# Claude Gallimard
Claude Gallimard, (n. 10 de enero de 1914 y muerto el 29 de abril de 1991) fue un empresario y editor francés. Dirigió la editorial Gallimard durante más de 30 años.

## Biografía
Hijo del editor y librero Gaston Gallimard, tomó las riendas del negocio familiar tras la Segunda Guerra Mundial. En 1945, el viejo Gallimard había sido acusado de colaboracionismo con el enemigo nazi. Su revista NRF fue suspendida y su empresa tuvo que reinventarse. La prestigiosa colección La Pleiade nació en 1943. 
De una pequeña editorial, fundada por su padre en 1911, Claude Gallimard trabajó de manera incansable hasta hacerla un próspero negocio. Con su talento, Éditions Gallimard se convirtió en una multinacional de la edición y la prensa. Rivalizó durante un tiempo con su primo hermano Michel Gallimard, amigo del novelista Albert Camus, que falleció junto al autor de La peste en un accidente de coche en enero de 1960.
Tras la muerte de su padre el 15 de enero de 1976, a los 94 años, Claude se convirtió en presidente del grupo.
Casado con Simone Cornu, del matrimonio nacieron cuatro hijos, todos vinculados al mundo de la edición: Françoise, Christian, Antoine e Isabelle.
En 1988, enfermo, Claude Gallimard entregó la dirección del grupo a su hijo Antoine Gallimard, tras haber abandonado el negocio familiar su hijo primogénito, Christian Gallimard. Está enterrado en el cementerio de Pressagny-l'Orgueilleux, cerca de la tumba de su padre.